# 토리 스펠링
토리 스펠링(Tori Spelling, 1973년 5월 16일 ~ )은 미국의 배우, 작가이다.

## 출연 작품

### 영화
- 무서운 영화2

### 드라마
- 비벌리힐즈의 아이들